# Doris Löve
Doris Benta Maria Löve, född 2 januari 1918 i Kristianstad, Skåne, död 25 februari 2000 i San Jose, Kalifornien, var en svensk botaniker främst aktiv på Arktis. Hon var gift med den isländska botanikern Áskell Löve.
Auktorsnamnet D.Löve kan användas för Doris Löve i samband med ett vetenskapligt namn inom botaniken; se Wikipediaartiklar som länkar till auktorsnamnet.

## Publikationer (i urval)

### Vetenskapliga rapporter
- Löve, Á.; Löve, D. (1961). Chromosome numbers of central and northwest European plant species. Opera Botanica vol. 5. Stockholm: Almqvist & Wiksell. sid. 1–581
- Löve, Á.; Löve, D. (1966). Cytotaxonomy of the alpine vascular plants of Mount Washington. University of Colorado Studies. Series of Biology No. 24. Boulder: University of Colorado. sid. 1–75
- Löve, Á.; Löve, D. (1974). Cytotaxonomical atlas of the Slovenian flora. Cytotaxonomical Atlases vol. 1. Vaduz: J. Cramer. sid. 1241
- Löve, Á.; Löve, D. (1975). Cytotaxonomical atlas of the Arctic flora. Cytotaxonomical Atlases vol. 2. Vaduz: J. Cramer. sid. 598
- Löve, Á.; Löve, D.; Pichi-Sermolli, R. E. G. (1977). Cytotaxonomical atlas of the Pteridophyta. Cytotaxonomical Atlases vol. 3. Vaduz: J. Cramer. sid. 398

### Bidrag till konferenser
- Löve, Á.; Löve, D. (1963). North Atlantic Biota and their History: A symposium held at University of Iceland, Reykjavík July 1962. Oxford: Pergamon Press. https://archive.org/details/northatlanticbio00sk Denna konferens handlade om kontinentaldriftens biogeografiska konsekvenser.[2]

### Översättningar
- Botanical observations of the Penny Highlands of Baffin Island, Results of the Second Baffin Expedition by the Arctic Institute of North America (1953) under the leadership of Col. P.D. Baird [3]
- Nikolai Vavilov, Origin and geography of cultivated plants, Archives of Natural History, januari 1994[4]

Doris Löve översatte även två böcker av Nikolai Vavilov till engelska.